# Jean Piveteau
Jean Piveteau (23. září 1899 Rouillac, departement Charente – 7. března 1991 Paříž) byl francouzský vertebrátní paleontolog. Proslavil se například výzkumem koster třetihorních savců ze severního Řecka a zejména pak výzkumem vzniku a vývoje člověka. V roce 1956 byl zvolen za člena Francouzské akademie věd a stal se také jejím prezidentem. Publikoval rovněž četné knihy a jeho jméno nese od roku 1977 ve svém vědeckém názvu teropodní dinosaurus rodu Piveteausaurus.

## Publikace
- Traité de paléontologie (1952-1969)
- Des premiers vertébrés à l'homme (1973)
- Origine et destinée de l'homme (1983)
- La Main et l'hominisation (1991)